# Al-Nahr
Al-Nahr var en palestinsk by 14 km nordöst om Akko, Israel. I samband 1948 års arabisk-israeliska krig anföll israeliska styrkor byn 1948, brände ned den och avrättade alla män med nackskott.
Historiska lämningar visar på att människor har levt i byn sedan 1400 f.Kr. 
Invånarna levde av jordbruk och boskapshållning och var i huvudsak muslimer. 20 maj 1948 intog israeliska Carmeli-brigaden byn. Styrkornas uppdrag var att "attackera med målet att erövra, döda männen, förstör och bränn ned byarna Al-Kabri, Umm al Faraj och Al-Nahr", detta för att ursprungsbefolkningen inte skulle kunna återvända till byn. Al Kabri intogs nästan helt utan motstånd och avfolkades nästan omedelbart. Behandlingen var synnerligen oöm på grund av att vissa bybor deltagit i överfallet på en israelisk konvoj 28 mars. Ett "okänt antal bybor togs till fånga varav vissa dödades". Andra blev dödade när de förskingrats över Galiléen och det upptäcktes att de var från Al-Kabri.
De israeliska bosättningarna Ben Ami och Kabri uppfördes på byns ruiner året efter att den etniska rensningen ägt rum. Bosättningarna besköts av Hizbollah under Libanonkriget 2006.